# Associazione Calcio Rodengo Saiano 2009-2010
In questa pagina si riportano le statistiche relative all'Associazione Calcio Rodengo Saiano nella stagione 2008-2009.

## Stagione
La stagione 2009-2010 del Rodengo Saiano inizia il 12 agosto con la fase a gironi della coppa Italia Lega Pro dove affronterà Pavia, Lecco, Pro Sesto e Legnano, finendo il girone a punteggio pieno (12 punti) grazie alle 4 vittorie in altrettante partite. Il cammino in coppa Italia sarà poi interrotto dall'A.C. Lumezzane il 7 ottobre 2009 in occasione del primo turno della fase finale, gara nella quale la formazione di Leonardo Menichini si imporrà per 2-1, aggiudicandosi così il "derby di coppa".
Il campionato di Seconda Divisione inizia il 23 agosto nel derby bresciano contro il Carpenedolo. Purtroppo per gli uomini di Braghin le cose si mettono subito male e i franciacortini prendono due gol nel giro di 4 minuti, e a nulla è valsa la rete di Cassaro. Dopo uno scialbo pareggio con il Salò in casa, nel secondo dei tre derby della provincia di Brescia, il Rodengo comincia a vincere imponendosi prima a Noceto in casa dei Crociati per 2-1, e successivamente sempre 2-1 in casa contro il Mezzocorona.
I risultati utili consecutivi si allungano fino alla nona giornata formando una serie di 3 pareggi, di cui due esterni, e di 4 vittorie, di cui due esterne sui campi della Villacidrese e dello Spezia, consolidando così la posizione di alta classifica della formazione guidata da Braghin.
La seconda sconfitta stagionale arriva l'8 novembre sul campo del Südtirol e costa la perdita del primo posto, che verrà poi recuperato con una tre pareggi, contro Pro Vercelli, Pavia e Pro Belvedere e la vittoria in casa contro l'Olbia, prima di cedere il passo, e il titolo di "campioni d'Inverno" al Legnano dopo la sconfitta per 2-0 in trasferta contro questi ultimi.
Il girone d'andata per la formazione franciacortina si chiude quindi con un bilancio di 7 vittorie, 7 pareggi e 3 sconfitte, segnando 19 gol e subendone 13.
Il ritorno si apre con i due derby tutti bresciani contro il Carpenedolo e il Salò. Nel primo - giocato in casa - in franciacortini si impongono contro i rossoneri di Francesco Zanoncelli per 2-0, proiettando il Rodengo al provvisorio secondo posto in classifica, mentre con il nuovo anno invece arriva anche la prima sconfitta per 2-1, maturata nella seconda stra-provinciale sul campo dei verde-azzurri della Feralpi Salò, con la conseguente caduta al quinto posto in Lega Pro.

## Divise e sponsor
Lo sponsor tecnico per la stagione 2009-2010 è Remels, mentre gli sponsor sono Cristofoletti Lamiere - Incosider - Bontempi Vibo - Metra - Franciacorta Outlet Village - Bar Lollipop
| Casa | Trasferta |  |

## Rosa
| N. |                    | Ruolo | Calciatore               |
| -- | ------------------ | ----- | ------------------------ |
|    | Italia (bandiera)  | P     | Stefano Portesi          |
|    | Italia (bandiera)  | P     | Mattia Pedersoli         |
|    | Italia (bandiera)  | D     | Alessandro Wilson        |
|    | Italia (bandiera)  | D     | Mauro Belotti            |
|    | Italia (bandiera)  | D     | Mauro Bertoni (capitano) |
|    | Italia (bandiera)  | D     | Silvio Cassaro           |
|    | Senegal (bandiera) | D     | Mohamed Coly             |
|    | Italia (bandiera)  | D     | Stefano Murante          |
|    | Italia (bandiera)  | D     | Francesco Pigoni         |
|    | Italia (bandiera)  | D     | Marco Zentil             |
|    | Italia (bandiera)  | C     | Daniele Prandini         |
|    | Italia (bandiera)  | C     | Mattia Altobelli         |

| N. |                   | Ruolo | Calciatore         |
| -- | ----------------- | ----- | ------------------ |
|    | Italia (bandiera) | C     | Mauro Calvi        |
|    | Italia (bandiera) | C     | Franceso Lisi      |
|    | Italia (bandiera) | C     | Stefano Martinelli |
|    | Italia (bandiera) | C     | Stefano Preti      |
|    | Italia (bandiera) | C     | Andrea Rosso       |
|    | Italia (bandiera) | C     | Roberto Sandrini   |
|    | Italia (bandiera) | C     | Matteo Taboni      |
|    | Italia (bandiera) | A     | Raffaele Baido     |
|    | Italia (bandiera) | A     | Manuel Sinato      |
|    | Italia (bandiera) | A     | Matteo Bonomi      |
|    | Italia (bandiera) | A     | Nicola Dal Bosco   |
|    | Italia (bandiera) | A     | Christian Araboni  |

## Risultati

### Lega Pro Seconda Divisione

#### Girone di andata
| Arbitro: | Zeoli (Napoli) |

|                  |           |             |
| Germani 63’, 67’ | Marcatori | 70’ Cassaro |

| Rodengo-Saiano 30 agosto 2009, ore 14:30 CET 2ª giornata | Rodengo Saiano    | 0 – 0 | Salò | Stadio comunale di Rodengo-Saiano (300 spett.)\| Arbitro: \| Benassi (Bologna) \| |
| Arbitro:                                                 | Benassi (Bologna) |       |      |                                                                                   |

| Arbitro: | Chiantini (Pisa) |

|            |           |                      |
| Miftah 50’ | Marcatori | 38’ Calvi 46’ Bonomi |

| Arbitro: | Benassi (Bologna) |

|                              |           |                 |
| M. Bertoni 19’ Dal Bosco 54’ | Marcatori | 40’ D. Ferretti |

| San Bonifacio (Italia) 20 settembre 2009, ore 14:30 CET 5ª giornata | Sambonifacese       | 0 – 0 | Rodengo Saiano | Stadio Renzo Tizian\| Arbitro: \| Di Paolo (Avezzano) \| |
| Arbitro:                                                            | Di Paolo (Avezzano) |       |                |                                                          |

| Arbitro: | Filippo Giorgetti (Cesena) |

|  |           |                               |
|  | Marcatori | 14’ Coly 30’ Baido 49’ Sinato |

| Arbitro: | Buttarelli (Ciampino) |

|           |           |                       |
| Calvi 60’ | Marcatori | 85’ (aut.) M. Belotti |

| Arbitro: | Mangialardi (Pistoia) |

|           |           |             |
| Colman 5’ | Marcatori | 20’ Cassaro |

| Arbitro: | Perisan (Pordenone) |

|       |           |  |
| Calvi | Marcatori |  |

| Arbitro: | Stefanini (Livorno) |

|             |           |                      |
| M. Moro 35’ | Marcatori | 32’ Cassaro 70’ Coly |

| Arbitro: | Adducci (Paola) |

|                                          |           |  |
| Martinelli 13’ Cassaro 20’ Dal Bosco 43’ | Marcatori |  |

| Arbitro: | Pairetto (Nichelino) |

|          |           |  |
| Kiem 63’ | Marcatori |  |

| Arbitro: | Fogliano (Perugia) |

|           |           |                      |
| Baido 90’ | Marcatori | 10’ (rig.) Chiaretti |

| Arbitro: | Ruini (Reggio Emilia) |

|           |           |               |
| Preti 48’ | Marcatori | 31’ Pavoletti |

| Vercelli 29 novembre 2009, ore 14:30 CET 15ª giornata | Pro Belvedere          | 0 – 0 | Rodengo Saiano | Stadio Silvio Piola\| Arbitro: \| Ronchi (Caltanissetta) \| |
| Arbitro:                                              | Ronchi (Caltanissetta) |       |                |                                                             |

| Arbitro: | Olivieri (Palermo) |

|               |           |  |
| M. Bonomi 33’ | Marcatori |  |

| Arbitro: | Giallanza (Catania) |

|                               |           |  |
| Gomes Rodrigues 57’ Bisso 90’ | Marcatori |  |

#### Girone di ritorno
| Arbitro: | Manera (Castelfranco Veneto) |

|                       |           |  |
| Bonomi 25’ Sinato 36’ | Marcatori |  |

| Arbitro: | Ripa (Nocera Inferiore) |

|                                  |           |               |
| Quarenghi 17’ (rig.) Bagnara 91’ | Marcatori | 93’ Altobelli |

| Arbitro: | Trentalange (Nichelino) |

|            |           |                |
| Bonomi 31’ | Marcatori | 73’ Pietranera |

| Arbitro: | Bindoni (Venezia) |

|                      |           |                                   |
| Furlan 16’ Galli 54’ | Marcatori | 23’ Sinato 41’, 85’ (rig.) Bonomi |

| Arbitro: | Chiantini (Pisa) |

|          |           |               |
| Preti 2’ | Marcatori | 93’ Brighenti |

| Arbitro: | Aloisi (Avezzano) |

|                         |           |  |
| M. Belotti 16’ Lisi 54’ | Marcatori |  |

| San Giusto Canavese 21 febbraio 2010, ore 14:30 CET 24ª giornata | Canavese              | 0 – 0 | Rodengo Saiano | Stadio Franco Cerutti (200 spett.)\| Arbitro: \| Intagliata (Siracusa) \| |
| Arbitro:                                                         | Intagliata (Siracusa) |       |                |                                                                           |

| Rodengo-Saiano 28 febbraio 2010, ore 14:30 CET 25ª giornata | Rodengo Saiano  | 0 – 0 | Alghero | Stadio comunale di Rodengo-Saiano\| Arbitro: \| Tidona (Torino) \| |
| Arbitro:                                                    | Tidona (Torino) |       |         |                                                                    |

| Valenza (Italia) 7 marzo 2010, ore 14:30 CET 26ª giornata | Valenzana               | 0 – 0 | Rodengo Saiano | Stadio comunale di Valenza (500 spett.)\| Arbitro: \| Vallesi (Ascoli Piceno) \| |
| Arbitro:                                                  | Vallesi (Ascoli Piceno) |       |                |                                                                                  |

| Arbitro: | Barbiero (Vicenza) |

|                |           |                              |
| Martinelli 26’ | Marcatori | 24’, 90’ Capuano 40’ Lazzaro |

| Arbitro: | Romani (Modena) |

|               |           |                             |
| Iadaresta 44’ | Marcatori | 65’, 87’ Lisi 82’ M. Bonomi |

| Arbitro: | Mangialardi (Pistoia) |

|                                            |           |  |
| Araboni 12’, 45’ Martinelli 40’ Sinato 73’ | Marcatori |  |

| Vercelli 11 aprile 2010, ore 14:30 CET 30ª giornata | Pro Vercelli     | 0 – 0 | Rodengo Saiano | Stadio Silvio Piola (600 spett.)\| Arbitro: \| Fabbri (Ravenna) \| |
| Arbitro:                                            | Fabbri (Ravenna) |       |                |                                                                    |

| Arbitro: | Zonno (Bari) |

|                              |           |               |
| A. Ferretti 29’ Boldrini 47’ | Marcatori | 56’ M. Bonomi |

| Arbitro: | Lobina (Cagliari) |

|  |           |                         |
|  | Marcatori | 24’ Mauri 71’ Bertolini |

| Arbitro: | Gavillucci (Latina) |

|             |           |          |
| Gentile 51’ | Marcatori | 74’ Lisi |

| Arbitro: | Bolano (Livorno) |

|                      |           |                                                              |
| M. Bonomi 55’ (rig.) | Marcatori | 20’, 23’ Gaeta 47’ Cilona 70’ D'Onofrio 90+3’ (rig.) Lamenza |

### Coppa Italia di Lega Pro

#### Girone B
| 9 agosto 2009 1ª giornata |  | – Turno di riposo Rodengo Saiano |  |  |

| Arbitro: | Zanichelli (Genova) |

|  |           |          |
|  | Marcatori | 43’ Coly |

| Arbitro: | Bellutti (Trento) |

|                         |           |  |
| Dal Bosco 30’ Baido 31’ | Marcatori |  |

| Arbitro: | Borriello (Mantova) |

|                 |           |                                         |
| De Filippis 42’ | Marcatori | 61’, 88’ Murante 68’ Sinato 77’ Cassaro |

| Arbitro: | Santonocito (Abbitegrasso) |

|                              |           |                |
| Sinato 15’, 50’ Sandrini 60’ | Marcatori | 82’ Minincleri |

#### Fase finale
| Arbitro: | Pizzi (Saronno) |

|                  |           |          |
| Marconi 65’, 77’ | Marcatori | 43’ Lisi |

## Statistiche

### Statistiche di squadra
Tabella aggiornata al 13 aprile 2009.
| Competizione               | Punti | In casa | In casa | In casa | In casa | In casa | In casa | In trasferta | In trasferta | In trasferta | In trasferta | In trasferta | In trasferta | Totale | Totale | Totale | Totale | Totale | Totale | DR  |
| Competizione               | Punti | G       | V       | N       | P       | Gf      | Gs      | G            | V            | N            | P            | Gf           | Gs           | G      | V      | N      | P      | Gf     | Gs     | DR  |
| -------------------------- | ----- | ------- | ------- | ------- | ------- | ------- | ------- | ------------ | ------------ | ------------ | ------------ | ------------ | ------------ | ------ | ------ | ------ | ------ | ------ | ------ | --- |
| Lega Pro Seconda Divisione | 48    | 15      | 7       | 7       | 1       | 21      | 9       | 15           | 5            | 6            | 4            | 16           | 13           | 30     | 12     | 13     | 5      | 37     | 22     | +15 |
| Coppa Italia Lega Pro      | -     | 2       | 2       | 0       | 0       | 5       | 1       | 3            | 2            | 0            | 1            | 6            | 3            | 5      | 4      | 0      | 1      | 11     | 4      | +7  |
| Totale                     | -     | 17      | 9       | 7       | 1       | 26      | 10      | 18           | 7            | 6            | 5            | 22           | 16           | 33     | 16     | 13     | 6      | 48     | 26     | +22 |